# 長遠寺 (横浜市)
長遠寺（じょうおんじ）は、神奈川県横浜市神奈川区片倉五丁目にある日蓮宗の寺院である。山号は神光山。旧本山は大本山誕生寺。潮師法縁。

## 歴史
寺伝では、天正年中に宝林院日住が字元宮に草庵を興し片倉山長遠寺と称したという。明治維新までは隣接する杉山神社の別当寺であった。

## 境内
- 900坪

### 堂宇
- 本堂 - 慶応元年(1865年)10月、28世の戒亮院日住が再建した本堂が伝わっていたが、老朽のため昭和50年代に新築再建[2]。木造屋根銅板葺、間口五間、奥行六間、内陣の間口三間、奥行二間[2]。
- 庫裏 - 檀信徒の寄進による[2]。

### 名木古木指定
- イトヒバ - 樹齢700年[2]
- イチョウ - 樹齢250年[2]

## 文化財

### 本尊
- 釈迦・多宝如来坐像[2]

### その他
- 十界曼荼羅 - 寛永7年(1630年)の書[2]
- 日蓮上人坐像[2]

## ギャラリー

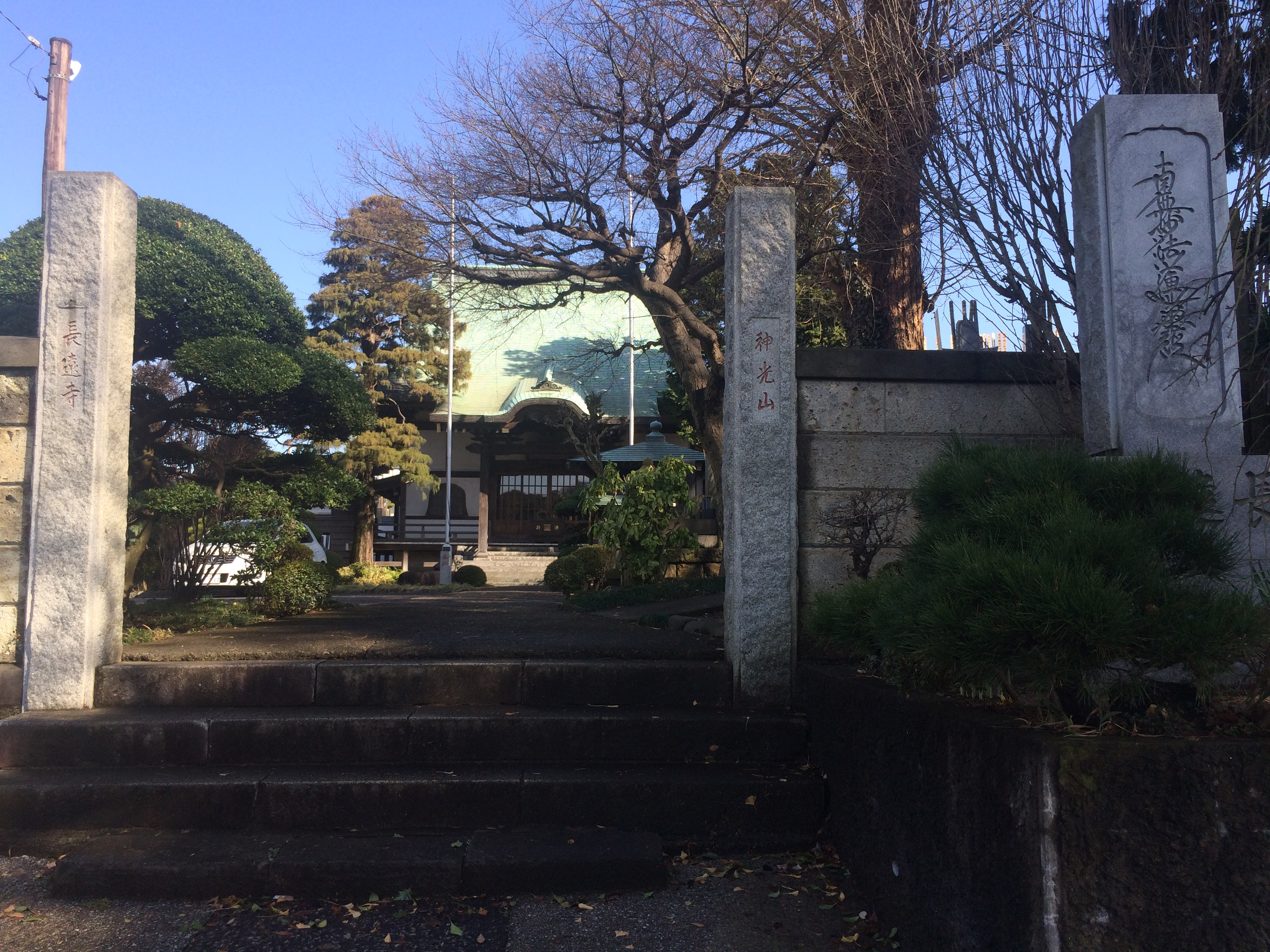
山門
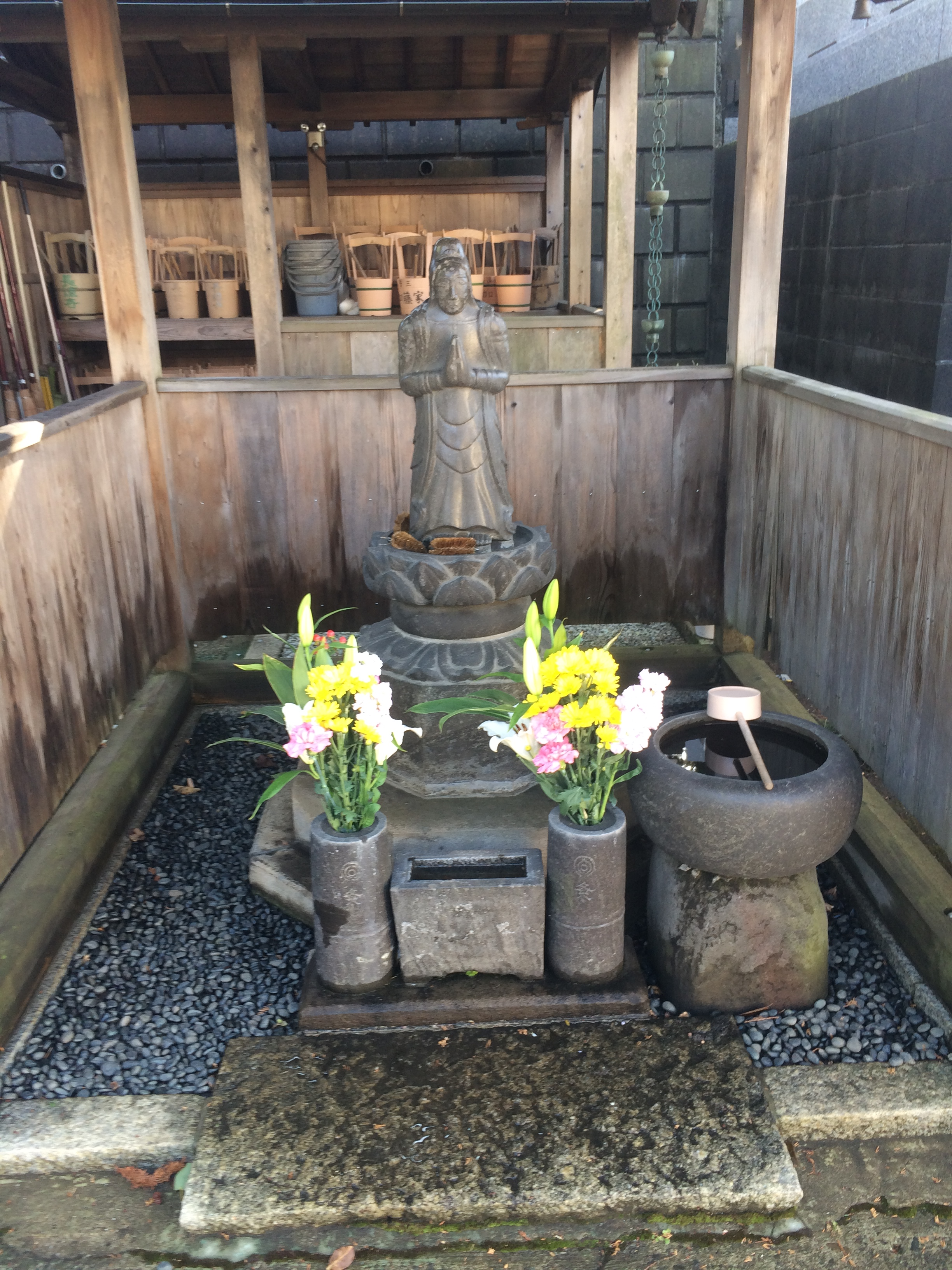
境内の石仏
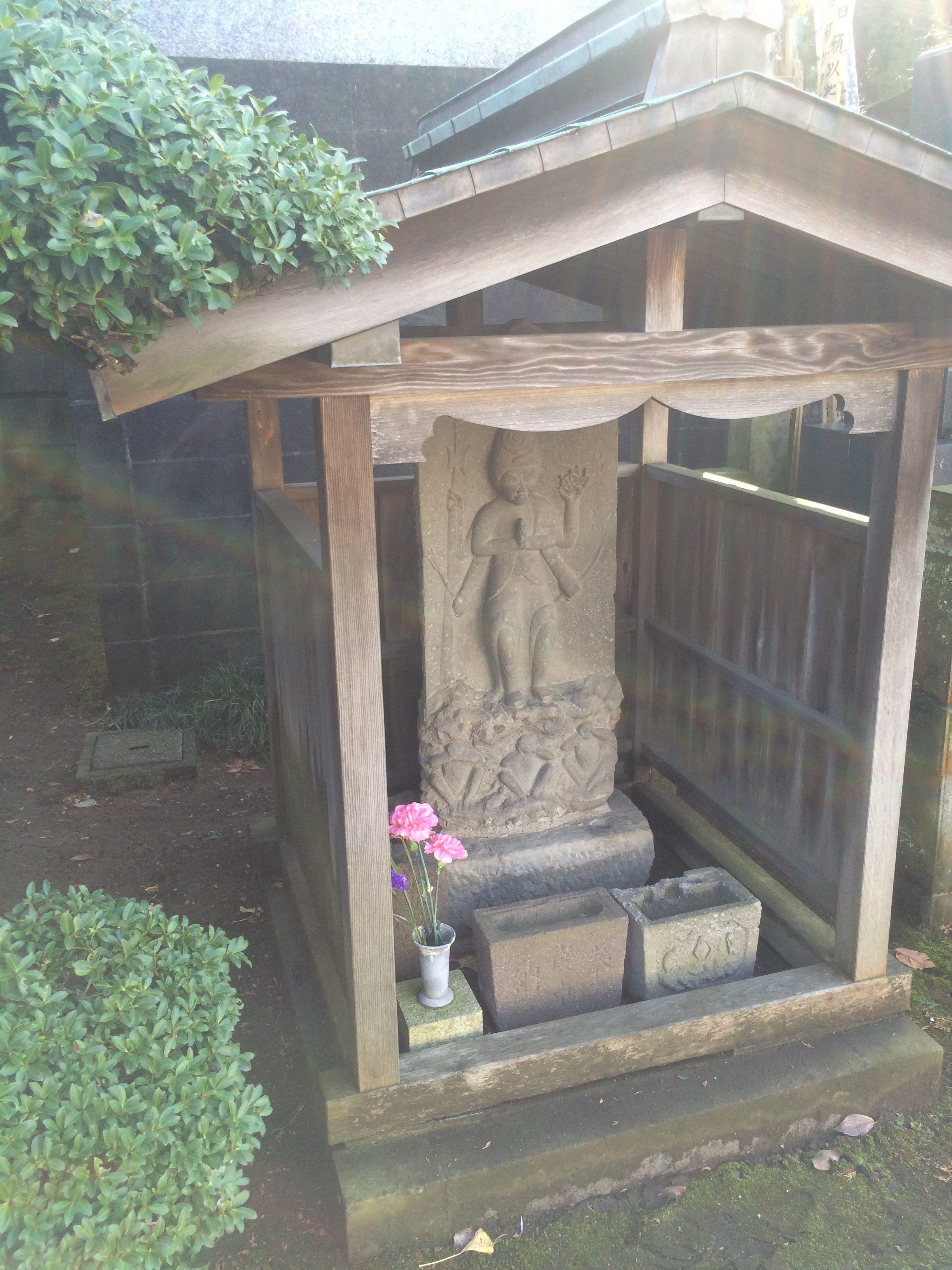
境内の石仏